# Oriulus venustus
Oriulus venustus är en mångfotingart som först beskrevs av Charles Thorold Wood 1864.  Oriulus venustus ingår i släktet Oriulus och familjen Parajulidae. Inga underarter finns listade i Catalogue of Life.